# Eleição municipal de São José em 2024
 A eleição municipal de São José em 2024 ocorreu no dia 6 de outubro em turno único para eleger um prefeito, um vice-prefeito e os dezenove vereadores responsáveis pela administração da cidade. Os mandatos iniciaram em 1° de janeiro de 2025, com previsão de término em 31 de dezembro de 2028.
O prefeito Orvino Coelho de Ávila, do Partido Social Democrático (PSD), estava em seu primeiro mandato e venceu os outros quatro postulantes ao cargo, sendo reeleito com 41,41% dos votos. Dezenove vereadores, dentre estes treze que já estavam no cargo, foram escolhidos para a 21ª legislatura entre 247 candidatos aptos - apesar de ter menos 118 candidatos a vereador em relação a eleição anterior, o número tornou a cidade a sexta do estado com mais candidatos por vaga neste pleito (13,3). 
Segundo o Tribunal Superior Eleitoral, São José foi o quarto maior colégio eleitoral de Santa Catarina em 2024, com 191.370 eleitores. Projeções populacionais indicam que esta eleição foi a última sem a possibilidade de segundo turno para o executivo - atualmente, é a maior cidade catarinense onde a eleição é feita em turno único.

## Eleitorado
Em junho de 2024, São José contava com 191.370 pessoas aptas a votar, um aumento de 12% no eleitorado em relação à última eleição municipal, em 2020, com a cidade ganhando 20.553 eleitores desde então. Caso repita ao menos a metade desse crescimento até 2028, São José teve sua última disputa em turno único em 2024, visto que para entrar para a lista de cidades brasileiras que podem ter segundo turno são necessários 200 mil eleitores. Os eleitores representavam 71% da população total da cidade, que de acordo com o Censo 2022 era de 270.299 habitantes. 
A cidade é dividida em duas zonas eleitorais (29ª, que inclui a cidade vizinha de São Pedro de Alcântara, e 84ª). Os eleitores tiveram até o dia 8 de maio para fazer a 1ª via ou a regularização do título junto ao cadastro biométrico. Cinco novos locais de votação foram adicionados e um retirado, dois locais foram alterados e um transferido emergencialmente próximo a data do pleito.

## Contexto político

### Eleição municipal anterior
A última eleição municipal em São José, que foi disputada num cenário de polarização política e em meio a pandemia de COVID-19, terminou com a vitória de Orvino Coelho de Ávila, que obteve 26.897 votos. O candidato do Partido Social Democrático (PSD), apoiado pela então prefeita Adeliana Dal Pont, conseguiu 26,57% dos votos válidos, 11.111 a mais que o segundo colocado, Fernando Anselmo, do então Partido Social Liberal (PSL), que teve 15,59% dos votos válidos. Nove candidatos disputaram a prefeitura e 365 candidatos tentaram uma vaga na Câmara Municipal, um dos maiores números de postulantes da história.
Com a vitória, Orvino deixou o cargo de vereador, que ocupava a 44 anos - era o recordista do Brasil até então - e o PSD chegou a doze anos a frente do executivo josefense, com os oito anos de Adeliana e quatro de Orvino, além de ser manter como o maior partido da Câmara com seis cadeiras, além de outras cinco para partidos da coligação do prefeito. Nesta eleição também foram eleitos os primeiros vereadores do Patriota e do Partido Novo. O Partido dos Trabalhadores não conseguiu uma cadeira pela segunda eleição seguida, apesar da décima candidata mais votada ser petista, devido ao quociente eleitoral.

### Reflexos do cenário estadual e nacional
Os resultados da eleição de 2022 mostraram que, apesar da derrota na disputa presidencial, o ex-presidente Jair Bolsonaro e seus aliados tem muita força na cidade, que é estratégica por estar entre as maiores de Santa Catarina. No segundo turno, Bolsonaro teve 63,17% dos votos em São José contra 36,83% do vencedor, o presidente Luiz Inácio Lula da Silva. No âmbito estadual, Jorginho Mello e Jorge Seif, ambos do Partido Liberal (PL), o mesmo de Bolsonaro, venceram as disputas pelo governo e pela cadeira no Senado Federal, respectivamente.
O governador Jorginho, também presidente estadual do PL, passou a comandar as articulações por candidaturas no estado. Um nome forte que já se colocava como pré-candidato possível era Silvinei Vasques, ex-diretor da Polícia Rodoviária Federal durante o governo Bolsonaro, entre 2021 e 2022. Tendo passado parte da infância e juventude na cidade, Silvinei já tinha sido secretário de segurança em São José entre 2007 e 2008, durante o governo de Fernando Elias. Ele se preparava para uma possível candidatura quando foi preso em Florianópolis no dia 9 de agosto de 2023, no âmbito de uma investigação sobre interferências nas eleições gerais de 2022. Com isso, seu nome perde força e ele desiste da disputa.

### Rompimentos e disputas entre aliados
Com a impossibilidade de contar com Silvinei Vasques, o nome escalado por Jorginho Mello para a disputa em São José pelo PL acabou sendo o da ex-prefeita Adeliana dal Pont, que concorreu para o cargo de prefeita em 2008, 2012 e 2016, tendo vencido as duas últimas pelo PSD e ajudando a eleger, em 2020, o atual prefeito Orvino Coelho de Ávila como continuidade de sua gestão. Entretanto, Adeliana e Orvino romperam desde a última eleição, com ela deixando o PSD para migrar para o PL sob o apoio de Jorginho alguns dias após a prisão de Silvanei. Esse movimento foi parecido com a saída dela do MDB para o PSD nas eleições de 2012.
Com a aparente força da tendência conservadora, Orvino, visando sua reeleição, passou a também se aproximar do campo bolsonarista, seja com medidas políticas, como a compra de fuzis para a Guarda Municipal, quanto com a aproximação de nomes como os deputados federais Eduardo Bolsonaro e Júlia Zanatta - esta última, em especial, faz parte de um núcleo mais ideológico do PL catarinense que não concordou com a indicação de Adeliana. Este núcleo fez com que a ex-prefeita tivesse algumas dificuldades em associar seu nome ao conservadorismo, incluindo um episódio onde o ex-presidente Jair Bolsonaro não quis ficar no palanque com ela após ficar sabendo que Adeliana o criticou no contexto da pandemia de COVID-19 no Brasil. Após articulações de Jorginho e seus aliados, uma trégua foi estabelecida entre Zanatta e Adeliana, e Bolsonaro se encontrou com a ex-prefeita e declarou seu apoio. Orvino, por sua vez, conseguiu o apoio de Silvanei, antes cotado como seu rival eleitoral e ainda filiado ao PL de Jorginho e Adeliana. Após a eleição, ele se tornou secretário de Orvino e se filiou ao PSD do prefeito.

### Frente por uma "terceira via" alternativa
Para além da rivalidade entre o prefeito e sua antecessora e suas disputas pela mesma parcela ideológica da população, outros três candidatos corriam por fora visando conquistar o eleitorado, visto que, uma vez que São José não tem segundo turno, seria possível vencer mesmo com votações bem menores que 50% mais um, como demonstrado na eleição de 2020. O ex-vereador Moacir da Silva, que foi um dos postulantes em 2020 pelo Partido Democrático Trabalhista (PDT), foi o escolhido para ser o candidato de uma frente alternativa a Adeliana e Orvino, que, no entendimento dos partidários desta frente, representavam o mesmo grupo de poder. Ele passou para o Podemos e disputou numa coligação com seu ex-partido, além do PRD e do PRTB. Um dos seus aliados no PDT comparou esta eleição josefense com a eleição legislativa francesa onde a vitória da Nova Frente Popular veio através de uma aliança informal para derrotar a extrema-direita. A coligação também teve conversas com outros partidos antes de ser formada, como o PT e o PSB, mas acabaram sendo feitas duas coligações.
Após nomes como Rosaura Rodrigues e Fabricio Colombo serem cotados, o Partido dos Trabalhadores (PT) lançou o nome do ex-vereador Antônio Battisti como candidato. No dia 11 de julho, Battisti comunicou ao PT que desistiria da disputa por questões de saúde. Ele acabou voltando atrás mais tarde e foi mantido como o candidato do partido, que além da disputa no executivo tinha como meta retornar a câmara após dois pleitos sem eleger vereadores na cidade e cuja Federação Brasil da Esperança se coligou com o Partido Socialista Brasileiro (PSB). Essa foi a terceira disputa de Battisti, que também se candidatou em 1996 e 2016. O Partido Comunista do Brasil (PCdoB) tinha cotado nomes como Angela Albino, ex-deputada estadual e federal e candidata a prefeita de Florianópolis por três ocasiões, e Jhonatan Cardoso, que chegou a ser listado como pré-candidato, mas no fim indicou o vice de Battisti, Marinho.   
Outros nomes que chegaram a cotados como pré-candidatos foram Sargento Zenon, do Democracia Cristã, e o ex-deputado estadual Bruno Souza, que foi convidado a mudar seu domicílio eleitoral e se lançar candidato por São José, mas acabou se desfiliando do Partido Novo após desavenças neste processo. O partido acabou lançando a empresária Vanessa Milis para prefeita e o também empresário Victor Souza como vice em chapa pura.

## Candidatos a prefeito
Conforme o sistema de Divulgação de Candidaturas e Contas Eleitorais do Tribunal Superior Eleitoral.
Nota: a tabela a seguir está organizada por ordem alfabética de candidatos.
| Nº | Prefeito(a)  | Prefeito(a)            | Prefeito(a)                      | Prefeito(a)                                                                 | Vice-prefeito(a) | Vice-prefeito(a) | Vice-prefeito(a)                     | Vice-prefeito(a)                    | Vice-prefeito(a)                              | Coligação Partido(s)                                                            |
| Nº | Candidato(a) | Candidato(a)           | Partido Federação                | Ocupação                                                                    | Candidato(a)     | Candidato(a)     | Candidato(a)                         | Partido Federação                   | Ocupação                                      | Coligação Partido(s)                                                            |
| -- | ------------ | ---------------------- | -------------------------------- | --------------------------------------------------------------------------- | ---------------- | ---------------- | ------------------------------------ | ----------------------------------- | --------------------------------------------- | ------------------------------------------------------------------------------- |
| 22 |              | Adeliana Dal Pont      | PL                               | - Engenheira - Ex-prefeita de São José (2013-2020)                          |                  |                  | Thiago Paiva Ramos (Pastor Thiago)   | PL                                  | - Empresário                                  | Pra cuidar de São José Avante, PL, PP,                                          |
| 13 |              | Antônio Luiz Battisti  | PT Federação Brasil de Esperança | - Servidor público civil aposentado - Ex-vereador de São José (2001 a 2012) |                  |                  | Mário Dias (Marinho)                 | PCdoB Federação Brasil de Esperança | - Servidor público civil aposentado           | Frente São José da Mudança Federação Brasil de Esperança (PT, PCdoB e PV) e PSB |
| 20 |              | Moacir da Silva        | PODE                             | - Administrador - Ex-vereador de São José (2008 a 2020)                     |                  |                  | Fabiana Cristina da Silveira Pereira | PRD                                 | - Advogada                                    | São José Pode Muito Mais PDT, PRD, PRTB, PODE                                   |
| 55 |              | Orvino Coelho de Ávila | PSD                              | - Prefeito de São José (2021-atualmente)                                    |                  |                  | Michel da Silva Schlemper            | MDB                                 | - Vice-prefeito de São José (2021-atualmente) | Em São José o trabalho não para PSD, MDB, Republicanos, UNIÃO                   |
| 30 |              | Vanessa Milis Vieira   | NOVO                             | - Empresária                                                                |                  |                  | Victor Alexandre de Souza            | NOVO                                | - Empresário                                  | Sem coligação                                                                   |

## Candidatos a vereador
A regra eleitoral permitia que um partido ou federação indicasse uma chapa que contivesse, no máximo, 100% das vagas em disputa mais 1, que no caso de São José eram 20 candidatos. Dos 257 nomes que se candidataram, 10 foram considerados inaptos. A tabela a seguir considera apenas candidatos aptos e foi extraída do sistema de Divulgação de Candidaturas e Contas Eleitorais do Tribunal Superior Eleitoral. Desde a promulgação da Emenda Constitucional nº 97/2017, a coligação em eleições proporcionais não existe mais no Brasil, estando na tabela apenas para facilitar a visualização.
Nota: a tabela a seguir está organizada em número de candidaturas a partir de coligações na disputa do poder executivo.
| Coligação ao executivo                              | Partido ou federação | Partido ou federação | Candidatos | Candidatos | Candidatos | Candidatos |
| --------------------------------------------------- | -------------------- | -------------------- | ---------- | ---------- | ---------- | ---------- |
| Em São José o trabalho não para (77 candidatos)     |                      | MDB                  | 20         | 20         | 20         | 20         |
| Em São José o trabalho não para (77 candidatos)     |                      | PSD                  | 20         | 20         | 20         | 20         |
| Em São José o trabalho não para (77 candidatos)     |                      | Republicanos         | 17         | 17         | 17         | 17         |
| Em São José o trabalho não para (77 candidatos)     |                      | UNIÃO                | 20         | 20         | 20         | 20         |
| Pra cuidar de São José (60 candidatos)              |                      | Avante               | 20         | 20         | 20         | 20         |
| Pra cuidar de São José (60 candidatos)              |                      | PL                   | 20         | 20         | 20         | 20         |
| Pra cuidar de São José (60 candidatos)              |                      | PP                   | 20         | 20         | 20         | 20         |
| São José Pode Muito Mais (57 candidatos)            |                      | PDT                  | 19         | 19         | 19         | 19         |
| São José Pode Muito Mais (57 candidatos)            |                      | PRD                  | 17         | 17         | 17         | 17         |
| São José Pode Muito Mais (57 candidatos)            |                      | PRTB                 | 13         | 13         | 13         | 13         |
| São José Pode Muito Mais (57 candidatos)            |                      | PODE                 | 8          | 8          | 8          | 8          |
| Frente São José de Mudança (18 candidatos)          |                      | FE Brasil            | 18         |            | PT         | 16         |
| Frente São José de Mudança (18 candidatos)          |                      | FE Brasil            | 18         | PCdoB      | 2          |            |
| Partidos e federações não coligadas (35 candidatos) |                      | NOVO                 | 16         | 16         | 16         | 16         |
| Partidos e federações não coligadas (35 candidatos) |                      | DC                   | 15         | 15         | 15         | 15         |
| Partidos e federações não coligadas (35 candidatos) |                      | Fed. PSOL REDE       | 4          |            | PSOL       | 4          |
| Total                                               | Total                | Total                | 247        | 247        | 247        | 247        |

## Debates
Foram realizados dois debates, transmitidos via rádio e pela internet. Pelas regras eleitorais, as organizadoras foram obrigadas a convidar todos os candidatos cujo partido tenha cinco ou mais parlamentares no legislativo federal - das chapas em São José, apenas o Partido Novo não chegou a esse número no prazo, o que levou a candidata Vanessa Milis a não ser convidada para o debate da rádio CBN Floripa e do portal NSC Total. Além dela, outra ausência foi a do candidato a reeleição Orvino, que não compareceu em ambos os debates.
| Data         | Organizador(es)              | Mediação       | Adeliana (PL) | Battisti (PT) | Moacir (PODE) | Orvino (PSD) | Vanessa (NOVO) | Ref.   |
| ------------ | ---------------------------- | -------------- | ------------- | ------------- | ------------- | ------------ | -------------- | ------ |
| 9 de agosto  | Jovem Pan News Florianópolis | Emanuel Soares | Compareceu    | Compareceu    | Compareceu    | Ausente      | Compareceu     | [ 45 ] |
| 10 de agosto | CBN Floripa / NSC Total      | Raphael Faraco | Compareceu    | Compareceu    | Compareceu    | Ausente      | Não convidada  | [ 46 ] |

## Pesquisas eleitorais
As pesquisas buscam analisar como seria o resultado da eleição se ela ocorresse no dia em que os dados dos entrevistados foram coletados, não tendo como meta prever o resultado final da eleição. Nas pesquisas espontâneas, os nomes dos candidatos não são revelados ao entrevistado, enquanto na estimulada as opções são apresentadas. Já a pesquisa de rejeição permite saber em quem o eleitor não votaria. As pesquisas eleitorais no Brasil precisam estar registradas no Sistema de Registro de Pesquisas Eleitorais (PesqEle) da Justiça Eleitoral, e as pesquisas a seguir foram registradas e divulgadas. Nomes fora dos cinco candidatos citados nas pesquisas espontâneas e pré-candidatos que não foram registrados estão constando como "outros".

### Espontânea
| Fonte Registro no TSE             | Data(s) conduzidas(s) | Amostra | Adeliana PL                       | Orvino PSD     | Moacir PODE | Vanessa NOVO | Battisti PT | Outros | Abst. Indec. | Vantagem |      |      |      |    |       |      |
| --------------------------------- | --------------------- | ------- | --------------------------------- | -------------- | ----------- | ------------ | ----------- | ------ | ------------ | -------- | ---- | ---- | ---- | -- | ----- | ---- |
| Fonte Registro no TSE             | Data(s) conduzidas(s) | Amostra | Futura/100% Cidades SC-08184/2024 | 23-31/Ago/2024 | 400         | 14,9%        | 24,6%       | Outros | Abst. Indec. | Vantagem | 4,1% | 1,1% | 4,5% | -- | 51,1% | 9,7% |
| Futura/100% Cidades SC-09703/2024 | 17-22/Set/2024        | 400     | 22,1%                             | 28%            | 6,8%        | 1,8%         | 4,3%        | 0,2%   | 27,8%        | 5,9%     |      |      |      |    |       |      |
| Incope SC-04483/2024              | 28-29/Set/2024        | 598     | 32.94%                            | 28,43%         | 7,53%       | 5,02%        | 2,51%       | --     | 23,58%       | 4,51%    |      |      |      |    |       |      |

### Estimulada
| Fonte Registro no TSE             | Data(s) conduzidas(s) | Amostra | Orvino PSD                        | Adeliana PL        | Vanessa NOVO | Battisti PT | Moacir PODE | Outros | Abst. Indec. | Vantagem |      |    |      |      |       |    |
| --------------------------------- | --------------------- | ------- | --------------------------------- | ------------------ | ------------ | ----------- | ----------- | ------ | ------------ | -------- | ---- | -- | ---- | ---- | ----- | -- |
| Fonte Registro no TSE             | Data(s) conduzidas(s) | Amostra | Futura/100% Cidades SC-08471/2024 | 25/jul-09/Ago/2024 | 400          | 28,3%       | 23,8%       | Outros | Abst. Indec. | Vantagem | 1,3% | -- | 5.7% | 9,4% | 31,5% | 5% |
| Rumo SC-04313/2024                | 04-08/Ago/2024        | 598     | 33.4%                             | 24.9%              | 2,8%         | 6.9%        | 6.7%        | 2%     | 23,3%        | 8,5%     |      |    |      |      |       |    |
| Futura/100% Cidades SC-08184/2024 | 23-31/Ago/2024        | 400     | 31,1%                             | 26,1%              | 4,4%         | 6,7%        | 8,5%        | --     | 23,2%        | 5%       |      |    |      |      |       |    |
| Futura/100% Cidades SC-09703/2024 | 17-22/Set/2024        | 400     | 31,8%                             | 27,4%              | 5,8%         | 4,8%        | 9,5%        | --     | 20,6%        | 4,4%     |      |    |      |      |       |    |
| Incope SC-04483/2024              | 28-29/Set/2024        | 598     | 32,63%                            | 38.63%             | 6,52%        | 3,85%       | 10,70%      | --     | 6,19%        | 6,36%    |      |    |      |      |       |    |
| Futura/100% Cidades SC-01636/2024 | 28/Set-02/out/2024    | 400     | 38%                               | 25,8%              | 7,1%         | 5,9%        | 5,4%        | --     | 17,8%        | 12,2%    |      |    |      |      |       |    |
| Vortex SC-05554/2024              | 27-28/Set/2024        | 1020    | 55,59%                            | 22,75%             | 7,06%        | 4,31%       | 1,86%       | --     | 8%           | 32,84%   |      |    |      |      |       |    |

### Rejeição
| Fonte Registro no TSE             | Data(s) conduzidas(s) | Amostra | Battisti PT        | Orvino PSD     | Adeliana PL | Vanessa NOVO | Moacir PODE | Outros | Não rejeita nenhum | Rejeita todos | Não souberam/não opinaram |       |       |      |    |       |    |    |
| --------------------------------- | --------------------- | ------- | ------------------ | -------------- | ----------- | ------------ | ----------- | ------ | ------------------ | ------------- | ------------------------- | ----- | ----- | ---- | -- | ----- | -- | -- |
| Fonte Registro no TSE             | Data(s) conduzidas(s) | Amostra | Rumo SC-04313/2024 | 04-08/Ago/2024 | 598         | 14.7%        | 13,2%       | Outros | Não rejeita nenhum | Rejeita todos | Não souberam/não opinaram | 13,7% | 11,4% | 9.2% | 6% | 31,8% | -- | -- |
| Futura/100% Cidades SC-08184/2024 | 23-31/Ago/2024        | 400     | 21,9%              | 27,5%          | 32,7%       | 11,7%        | 12,7%       | --     | 14,7%              | 2,6%          | 14,9%                     |       |       |      |    |       |    |    |
| Futura/100% Cidades SC-09703/2024 | 17-22/Set/2024        | 400     | 28,1%              | 25,8%          | 31,4%       | 12,1%        | 11,8%       | --     | 10,7%              | 3%            | 13,2%                     |       |       |      |    |       |    |    |
| Incope SC-04483/2024              | 28-29/Set/2024        | 598     | 24.08%             | 20,57%         | 14,05%      | 6,02%        | 2,17%       | --     | --                 | 14,72%        | 18,39%                    |       |       |      |    |       |    |    |

## Resultados

### Eleição municipal de São José em 2024 para Prefeito
A eleição terminou com a vitória do prefeito Orvino Coelho de Ávila, que assim como sua antecessora - e, nessa eleição, rival - Adeliana Dal Pont, foi reeleito e manteve o domínio do PSD em São José, que, com a vitória de 2024, deve chegar aos dezesseis anos de controle do executivo. A estratégia de Orvino de se aproximar da direita bolsonarista e associar Adeliana a esquerda, mesmo com ela estando no partido de Bolsonaro, funcionou e polarizou a eleição nos dois candidatos.
A disputa entre os ex-aliados foi considerada um dos embates prévios para a eleição estadual de 2026, para a qual os movimentos políticos indicam o PSD como desafiante ao PL - o prefeito reeleito de Chapecó João Rodrigues, do PSD, e o governador Jorginho Mello, do PL, os nomes cotados dos dois partidos para disputar o governo do estado, auxiliaram diretamente Orvino e Adeliana em seu duelo pela prefeitura josefense.
| 1º Turno 6 de outubro de 2024 | 1º Turno 6 de outubro de 2024 | 1º Turno 6 de outubro de 2024 | 1º Turno 6 de outubro de 2024 |
| Candidato(a)                  | Vice                          | Votação                       | Votação                       |
| Candidato(a)                  | Vice                          | Total                         | Porcentagem                   |
| ----------------------------- | ----------------------------- | ----------------------------- | ----------------------------- |
| Orvino Coelho de Ávila (PSD)  | Michel Schlemper (MDB)        | 51.347                        | 41,41%                        |
| Adeliana Dal Pont (PL)        | Pastor Thiago (PL)            | 41.170                        | 33,20%                        |
| Moacir da Silva (PODE)        | Fabiana Pereira (PRD)         | 13.404                        | 10,81%                        |
| Antônio Battisti (PT)         | Marinho (PCdoB)               | 10.477                        | 8,45%                         |
| Vanessa Milis (NOVO)          | Victor Souza (NOVO)           | 7.610                         | 6,14%                         |
| Total de votos válidos        | Total de votos válidos        | 124.008                       | 100,00%                       |
| Votos apurados                |                               |                               |                               |
| Votos válidos                 | Votos válidos                 | 124.008                       | 89,12%                        |
| Votos em branco               | Votos em branco               | 7.147                         | 5,14%                         |
| Votos nulos                   | Votos nulos                   | 7.994                         | 5,74%                         |
| Total de votos apurados       | Total de votos apurados       | 139.149                       | 100,00%                       |
| Eleitores                     |                               |                               |                               |
| Comparecimento                | Comparecimento                | 139.149                       | 72,71%                        |
| Abstenções                    | Abstenções                    | 52.221                        | 27,29%                        |
| Total de eleitores            | Total de eleitores            | 191.370                       | 100,00%                       |

| Partido | Partido | Candidato              | Votos   | Votos (%) |
| ------- | ------- | ---------------------- | ------- | --------- |
|         | PSD     | Orvino Coelho da Ávila | 51 347  | 41,41%    |
|         | PL      | Adeliana Dal Pont      | 41 170  | 33,2%     |
|         | PODE    | Moacir da Silva        | 13 404  | 10,81%    |
|         | PT      | Battisti               | 10 477  | 8,45%     |
|         | NOVO    | Vanessa Milis          | 7 610   | 6,14%     |
| Totais  | Totais  | Totais                 | 124 008 |           |

### Eleição municipal de São José em 2024 para Vereador
Foram eleitos para a 21ª legislatura josefense dezessete homens e duas mulheres, com um total de 124.739 votos válidos. Dos dezenove vereadores da 20ª legislatura, treze foram reeleitos.
O partido do prefeito Orvino, o PSD, perdeu uma vaga, mas se manteve o maior partido da Câmara Municipal, com cinco cadeiras, enquanto o MDB ganhou uma cadeira e chegou a quatro vereadores. O União Brasil, fundado em 2021, conseguiu sua primeira cadeira, mas perdeu uma se considerarmos que o partido foi formado da fusão do Democratas e do PSL, que em 2020 elegeram um vereador cada. Todos esses partidos e também o Republicanos, que manteve suas duas cadeiras - incluindo a da primeira mulher negra eleita para o cargo na história de São José, Vera Pinheiro - faziam parte da coligação situacionista "Em São José o trabalho não para", que no total conquistou doze cadeiras - uma a mais que a coligação de 2020 - o que deve garantir governabilidade para o prefeito reeleito.
Já o PL, principal rival de Orvino nesta eleição, saltou de uma para quatro vagas, enquanto o Partido Novo manteve a cadeira que tinha conseguido em 2020 com Cryslan Jorjan de Moraes, que foi reeleito e se tornou o vereador mais votado da história de São José. Nas outras chapas, o PDT manteve sua cadeira, enquanto que o PT voltará a câmara josefense em 2025, após oito anos sem mandato - o partido havia eleito um vereador pela última vez na eleição de 2012. Partidos antes tradicionais como o PSDB e o Cidadania sequer participaram da eleição, e o PSB, apesar de estar na chapa do PT, não teve candidatos.
| PSD: 5 cadeiras MDB: 4 cadeiras PL: 4 cadeiras Republicanos: 2 cadeiras NOVO: 1 cadeira PT: 1 cadeira União Brasil: 1 cadeira PDT: 1 cadeira | PSD: 5 cadeiras MDB: 4 cadeiras PL: 4 cadeiras Republicanos: 2 cadeiras NOVO: 1 cadeira PT: 1 cadeira União Brasil: 1 cadeira PDT: 1 cadeira | PSD: 5 cadeiras MDB: 4 cadeiras PL: 4 cadeiras Republicanos: 2 cadeiras NOVO: 1 cadeira PT: 1 cadeira União Brasil: 1 cadeira PDT: 1 cadeira | PSD: 5 cadeiras MDB: 4 cadeiras PL: 4 cadeiras Republicanos: 2 cadeiras NOVO: 1 cadeira PT: 1 cadeira União Brasil: 1 cadeira PDT: 1 cadeira | PSD: 5 cadeiras MDB: 4 cadeiras PL: 4 cadeiras Republicanos: 2 cadeiras NOVO: 1 cadeira PT: 1 cadeira União Brasil: 1 cadeira PDT: 1 cadeira | PSD: 5 cadeiras MDB: 4 cadeiras PL: 4 cadeiras Republicanos: 2 cadeiras NOVO: 1 cadeira PT: 1 cadeira União Brasil: 1 cadeira PDT: 1 cadeira | PSD: 5 cadeiras MDB: 4 cadeiras PL: 4 cadeiras Republicanos: 2 cadeiras NOVO: 1 cadeira PT: 1 cadeira União Brasil: 1 cadeira PDT: 1 cadeira | PSD: 5 cadeiras MDB: 4 cadeiras PL: 4 cadeiras Republicanos: 2 cadeiras NOVO: 1 cadeira PT: 1 cadeira União Brasil: 1 cadeira PDT: 1 cadeira | PSD: 5 cadeiras MDB: 4 cadeiras PL: 4 cadeiras Republicanos: 2 cadeiras NOVO: 1 cadeira PT: 1 cadeira União Brasil: 1 cadeira PDT: 1 cadeira |
| Partido/Federação | Partido/Federação | Partido/Federação | Partido/Federação | Câmara Municipal de São José | Câmara Municipal de São José | Câmara Municipal de São José | Câmara Municipal de São José | Câmara Municipal de São José |
| Partido/Federação | Partido/Federação | Partido/Federação | Partido/Federação | Votos | % | Assentos | % de assentos | +/– |
| --- | --- | --- | --- | --- | --- | --- | --- | --- |
| | PSD | PSD | PSD | 27.019 | 21,66% | 5 | 26,31% | 1 |
| | MDB | MDB | MDB | 20.639 | 16,54% | 4 | 21,05% | 1 |
| | PL | PL | PL | 19.487 | 15,62% | 4 | 21,05% | 3 |
| | Republicanos | Republicanos | Republicanos | 11.854 | 9,50% | 2 | 10,52% | Estável |
| | NOVO | NOVO | NOVO | 8.365 | 6,70% | 1 | 5,26% | Estável |
| | Federação Brasil da Esperança | | PT | 8.031 | 6,43% | 1 | 5,26% | Novo |
| | Federação Brasil da Esperança | PV | 2 | 0.001% | 0 | 0% | Estável | |
| | Federação Brasil da Esperança | PCdoB | 303 | 0,24% | 0 | 0% | Estável | |
| Total | Total | 8.336 | 6,68% | 1 | 5,26% | Novo | | |
| | UNIÃO | UNIÃO | UNIÃO | 7.712 | 6,18% | 1 | 5,26% | 1 |
| | PDT | PDT | PDT | 5.682 | 4,55% | 1 | 5,26% | Estável |
| | PP | PP | PP | 5.436 | 4,35% | 0 | 0% | Estável |
| | PRD | PRD | PRD | 3.069 | 2.46% | 0 | 0% | 1 |
| | Avante | Avante | Avante | 3.045 | 2,44% | 0 | 0% | Estável |
| | PRTB | PRTB | PRTB | 1.850 | 1,48% | 0 | 0% | Estável |
| | PODE | PODE | PODE | 1.070 | 0,85% | 0 | 0% | 1 |
| | DC | DC | DC | 588 | 0,47% | 0 | 0% | Estável |
| | Federação PSOL REDE | | PSOL | 566 | 0,45% | 0 | 0% | Estável |
| | Federação PSOL REDE | REDE | 21 | 0,01% | 0 | 0% | Estável | |
| Total | Total | 587 | 0,47% | 0 | 0% | Estável | | |
| Votos Validos | Votos Validos | Votos Validos | Votos Validos | 124.739 | 89,64% | – | – | – |
| → Votos brancos | → Votos brancos | → Votos brancos | → Votos brancos | 7.955 | 5,72% | | | |
| → Votos nulos | → Votos nulos | → Votos nulos | → Votos nulos | 6.455 | 4,64% | | | |
| Total | Total | Total | Total | 139.149 | 72,71% | | | |
| Abstenção | Abstenção | Abstenção | Abstenção | 52.221 | 27,29% | | | |
| Total de inscritos | Total de inscritos | Total de inscritos | Total de inscritos | 191.370 | 100% | | | |

### Vereadores eleitos
| Candidatos | Candidatos                            | Partido/federação            | Votos | Critério de eleição  |
| ---------- | ------------------------------------- | ---------------------------- | ----- | -------------------- |
|            | Cryslan Jorjan de Moraes              | NOVO                         | 4.999 | quociente partidário |
|            | Vinicius Rodrigues Ramos              | MDB                          | 4.143 | quociente partidário |
|            | Adair Tessari                         | Republicanos                 | 3.176 | quociente partidário |
|            | Alexandre Cidade                      | PL                           | 2.963 | quociente partidário |
|            | André Guesser                         | PDT                          | 2.913 | média                |
|            | Matson Luis Cé                        | PSD                          | 2.771 | quociente partidário |
|            | Nardi Francisco de Sousa Arruda       | PSD                          | 2.712 | quociente partidário |
|            | Romeu José Vieira Neto                | PSD                          | 2.640 | quociente partidário |
|            | Sanderson Almeci de Jesus             | MDB                          | 2.628 | quociente partidário |
|            | Carlos Eduardo de Souza Martins       | PT (Fe. Brasil de Esperança) | 2.355 | quociente partidário |
|            | Rodrigo de Andrade                    | PL                           | 2.347 | quociente partidário |
|            | Jair Santilho Costa                   | PSD                          | 2.248 | quociente partidário |
|            | Constâncio Krummel Maciel Neto        | UNIÃO                        | 2.215 | quociente partidário |
|            | Alexandre Rosa                        | PSD                          | 2.192 | média                |
|            | Edilson Alzemiro Vieira               | MDB                          | 1.939 | quociente partidário |
|            | Clonny Capistrano Maia de Lima        | PL                           | 1.844 | média                |
|            | Marcus Vinicius de Andrade            | PL                           | 1.820 | média                |
|            | Vera do Nascimento Pinheiro Gonçalves | Republicanos                 | 1.625 | média                |
|            | Alini da Silva Castro                 | MDB                          | 1.579 | média                |